# The Principle of Evil Made Flesh
The Principle of Evil Made Flesh è il primo album in studio del gruppo musicale britannico Cradle of Filth, pubblicato il 24 febbraio 1994 dalla Cacophonous Records.

## Il disco
Dopo i precedenti demo fortemente influenzati dal Death metal, i Cradle of Filth si presentarono al grande pubblico con un disco inquadrabile stilisticamente nel Black Metal sinfonico, pur prendendone le distanze e caratterizzando il sound e le liriche in modo del tutto inedito e personale.
Lo scrittore Gavin Baddeley descrive così The Principle of Evil Made Flesh ed il ruolo che ebbe nella scena Black Metal dell'epoca:
"The Principle of Evil Made Flesh" condivideva alcune caratteristiche del Black Metal scandinavo dell'epoca, soprattutto per quanto riguarda l'attrazione verso tutto ciò che era oscuro e diabolico. Il debutto dei Cradle of Filth è di sicuro il loro lavoro più grezzo, imperniato su di una produzione minimale ora ricercata dai puristi del Black Metal (anche se molta di questa crudezza fu dovuta all'inesperienza e agli esigui fondi economici). È ad oggi l'unico lavoro dei Cradle of Filth considerato "true" da molti nei meandri più oscuri dell'underground... [ma] c'erano così tante cose che separavano i Cradle of Filth dall'emergente Black Metal rispetto a quante li accomunasse. Tra le più importanti per lo sviluppo dell'identità dei Cradle of Filth vi era la passione per la poesia e la letteratura di fine 1800 prodotta dagli aberranti dell'epoca, i decadenti [...] sotto la gelida influenza dei norvegesi, il Black Metal divenne nichilista, un selvaggio mondo di oscurità e sofferenza, con poco spazio per la sensualità [...] i Cradle of Filth portarono invece una brillante immagine gotica, enfatizzando gli aspetti seduttivi del lato oscuro [...] 
Un lavoro molto vicino al Black Metal dunque, ma radicalmente diverso in quanto ad atmosfere e temi trattati. Pur non disprezzando tematiche occulte e proto-sataniste, i Cradle of Filth incentrano i loro testi su vicende in cui la sensualità, la sessualità e il vampirismo sono il cardine sui quali giostrare l'intero lavoro. Vengono difatti citate diverse divinità pagane e non, le cui figure sono in qualche modo collegate a tali concetti (Diana, Lilith, Baphomet, Ishtar, Ecate ed Eva tra i nomi più noti). Viene anche citato il famoso motto "Do What Thou Wilt" di Aleister Crowley.

## Curiosità
- Alcune delle tracce presenti in questo disco verranno rielaborate e pubblicate nei lavori successivi della band (The Forest Whispers My Name e A Dream of Wolves in the Snow verranno riprese nel successivo V Empire, The Principle of Evil Made Flesh e Summer Dying Fast in Bitter Suites to Succubi).
- Questo è l'unico disco che vede la band usare un face painting classico, anziché quello più dark/vampiresco usato nei lavori successivi.
- La traccia #13 Imperium Tenebrarum, scritta ed interpretata dal fondatore della casa discografica, è un'invocazione posta alla fine del disco: non è segnalata sul retro ma, è presente nei crediti interni.
- È il primo e ultimo album 'ufficiale' che vede in formazione 2 dei fondatori della band: i fratelli Ryan (Paul e Benjamin).
- Da qui in poi, i membri adotteranno, oltre al proprio nome, dei nomignoli per 'descrivere' quello che fanno nella band.

## Tracce
Testi di Dani, musiche dei Cradle of Filth.
1. Darkness Our Bride (Jugular Wedding) – 2:00
2. The Principle of Evil Made Flesh – 4:34
3. The Forest Whispers My Name – 5:06
4. Iscariot – 2:33
5. The Black Goddess Rises – 6:48
6. One Final Graven Kiss – 2:15
7. A Crescendo of Passion Bleeding – 5:30
8. To Eve the Art of Witchcraft – 5:28
9. Of Mist and Midnight Skies – 8:09
10. In Secret Love We Drown – 1:29
11. A Dream of Wolves in the Snow – 2:10
12. Summer Dying Fast – 5:39
13. Imperium Tenebrarum – 0:49 – traccia fantasma

## Formazione
Gruppo
- Dani - voce
- Paul A. - chitarra
- Paul R.  - chitarra
- Robin - basso
- Benjamin - tastiera
- Nicholas - batteria

Corista
- Andrea Meyer - voce addizionale

Personale aggiuntivo
- Soror Proselenos - violoncello
- Darren J. White - voce (A Dream of Wolves in the Snow)
- Frater Nihil - voce (Imperium Tenebrarum)